# Sincrociclotrón

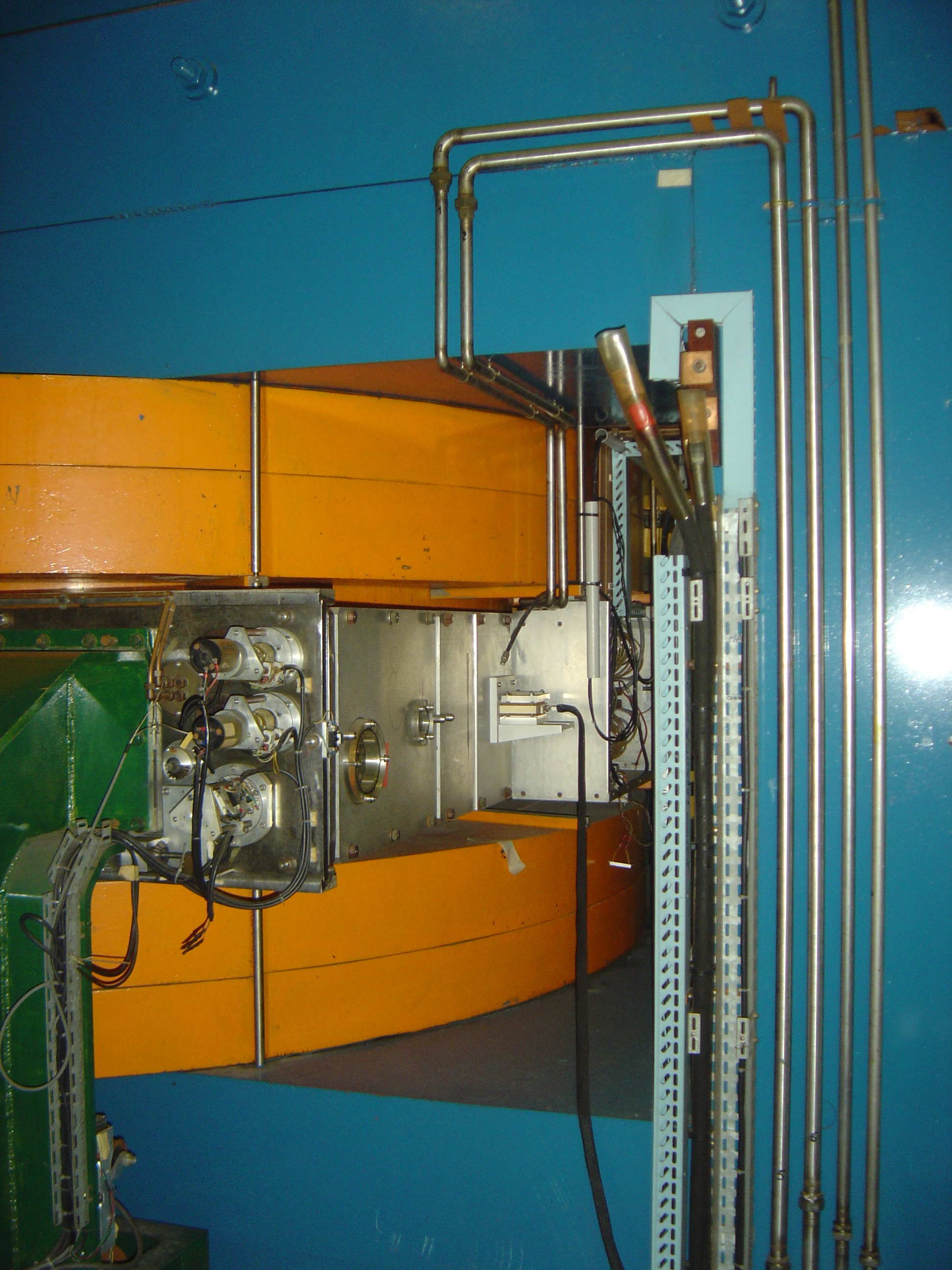
Parte del electroimán del sincrociclotrón de Orsay, usado en la actualidad en el centro de terapia con protones.

Un sincrociclotrón es una versión mejorada del ciclotrón, por esta razón también se conoce bajo el nombre de "ciclotrón sincronizado". La razón de este invento es que, por razones que atañen a Teoría de la Relatividad, la energía de un ion en un ciclotrón no puede alcanzar valores mayores a los 12MeV (megaelectronvoltios). Entre otras cosas se debe a que la masa de un cuerpo tiende a aumentar a medida que aumenta su velocidad (solamente apreciable cuando la velocidad es aproximadamente un 10% menor que la velocidad de la luz). Al acelerar una partícula en el ciclotrón, ésta adquiere altas velocidades y su masa comienza a aumentar. Como se puede deducir de la expresión del período del movimiento realizado dentro del ciclotrón por una partícula: T = 2πm/Bq, al aumentar la masa de la misma, el período también aumenta. Esta variación en el período rompe el sincronismo con el cual la partícula se mueve y por tanto puede que ingrese en alguna de las cámara metálicas del ciclotrón con campo eléctrico en sentido contrario al movimiento, dejando así de transferírsele energía al ion acelerado.
Este "problema" se corrige en el sincrociclotrón mediante un sistema automático que varía el período del campo eléctrico alternante empleado para transferir energía a las partículas, de manera que sea siempre igual al período del movimiento de los iones acelerados.

## Antecedentes
Ernest Lawrence, Edwin Mattison McMillan y otros miembros de su grupo transformaron el ciclotrón de Berkeley que había sido puesto en marcha por el mismo equipo en 1931 en un sincrociclotrón en 1946. Este aparato llegó a acelerar protones hasta 740 MeV e iones de Helio a 920 MeV. El Phasotron, un sincrociclotrón para electrones construido por Veksler en Dubná, Rusia, alcanzó los 10 GeV.
En Berkeley, en el año 1948 se instaló un sincrociclotrón que aceleraba partículas α hasta un energía de 400 MeV (con ciertas modificaciones se pudo conseguir valores de 730 MeV.). Este aparato mide casi 5 metros de diámetro. César Lattes consiguió con este sincrociclotrón producir el mesón π (o pion, partícula elemental de la materia) artificialmente, al bombardear diversas sustancias con partículas α.